# Peter Marcias
Peter Marcias (né le 5 décembre 1977  à Oristano) est un réalisateur italien.

## Biographie
Peter Marcias passe les cinq premières années de sa vie à Oristano, puis sa famille déménage à Cagliari. Il étudie d'abord les sciences politiques avant de partir pour Rome à l'âge de vingt ans, afin de se lancer dans la carrière cinématographique. Il réalise des spots publicitaires, des documentaires et des courts métrages. Il sort son premier long métrage en 2008 Un attimo sospesi, avec Paolo Bonacelli, Nino Frassica et Ana Caterina Morariu.
Il retourne en 2012 à Cagliari pour tourner son second long métrage de fiction  I bambini della sua vita, écrit par Marco Porru et interprété par Piera Degli Esposti, Fiorenza Tessari, Julien Alluguette et Nino Frassica. Ce film obtient le Globo d'oro.

## Filmographie

### Longs métrages
- 2006 : Bambini - ep. Sono Alice
- 2007 : Ma la Spagna non era cattolica?
- 2008 : Un attimo sospesi
- 2010 : Liliana Cavani, una donna nel cinema (documentaire)
- 2011 : I bambini della sua vita
- 2012 : Dimmi che destino avrò
- 2014 : Tutte le storie di Piera
- 2015 : La nostra quarantena (es)

### Courts métrages
- 2003 : Olivia
- 2004 : Il canto delle cicale
- 2005 : Sono Alice
- 2006 : Io sono un cittadino
- 2012 : Il mondo sopra la testa
- 2014 : Sono uguali in vacanza